# Halopteris catharina
Halopteris catharina is een hydroïdpoliep uit de familie Halopterididae. De poliep komt uit het geslacht Halopteris. Halopteris catharina werd in 1833 voor het eerst wetenschappelijk beschreven door Johnston.

## Beschrijving
Deze hydroïdpoliep bestaat uit groepen zeer delicate, veervormig vertakte kolonies. Elk heeft een hoofdstam met ver uit elkaar liggende, tegenoverliggende takken, deze takken kunnen zichzelf aanleiding geven tot secundaire paren takken in grotere kolonies. De hydrothecae worden gedragen in een enkele reeks op de takken, elk vergezeld van twee paar laterale nematothecae en gescheiden door één tot meerdere mesiale nematothecae. Levende kolonies zijn kleurloos en worden gemakkelijk over het hoofd gezien. Kolonies typisch 30-40 mm hoog.
De naaktslak kleine kroonslak (Doto maculata) is blijkbaar beperkt tot deze hydroïdpoliep.

## Verspreiding
Het verspreidingsgebied van Halopteris catharina is de noordoostelijke Atlantische Oceaan, inclusief de Noordzee. Is op grote schaal verspreid op de Britse Eilanden. Meestal vastgehecht aan gesteente, vaak op verticale oppervlakken waar de waterbeweging meer overdreven is. Komt het meest voor in gematigde getijstromen. Dit is ook een veel voorkomende soort op wrakken.